# Teatro Bol'šoj

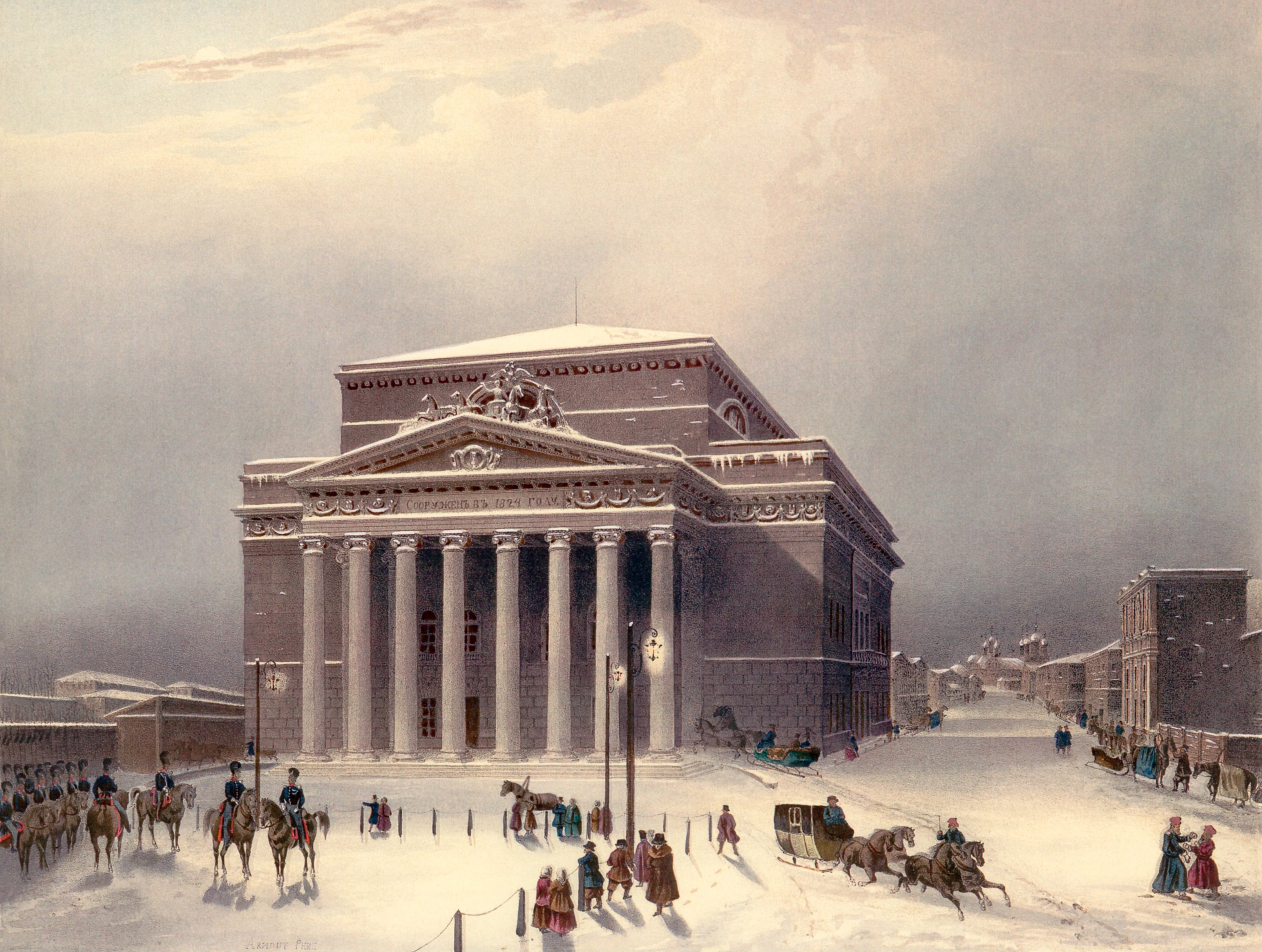
Veduta del teatro nei primi dell'Ottocento

Il  Bol'šoj (traslitterato anche Bolscioi o Bolshoi, in russo Большой театр?, IPA: [bʌlʲˈʃɔj tʲɪˈatr], ovvero "grande teatro", nome ufficiale Gosudarstvennyj dvaždy ordena Lenina akademičeskij Bol'šoj teatr Rossijskoj Federacii, in russo Государственный дважды ордена Ленина академический Большой театр Российской Федерации?, ovvero "Gran teatro accademico nazionale di doppio ordine di Lenin della Federazione Russa"), è uno storico centro teatrale di Mosca, in cui vengono allestiti balletti, opere e spettacoli teatrali: tra i più celebri e blasonati templi del balletto classico mondiale, il teatro è associato ad una compagnia di danza, il Balletto Bol'šoj.

## Storia

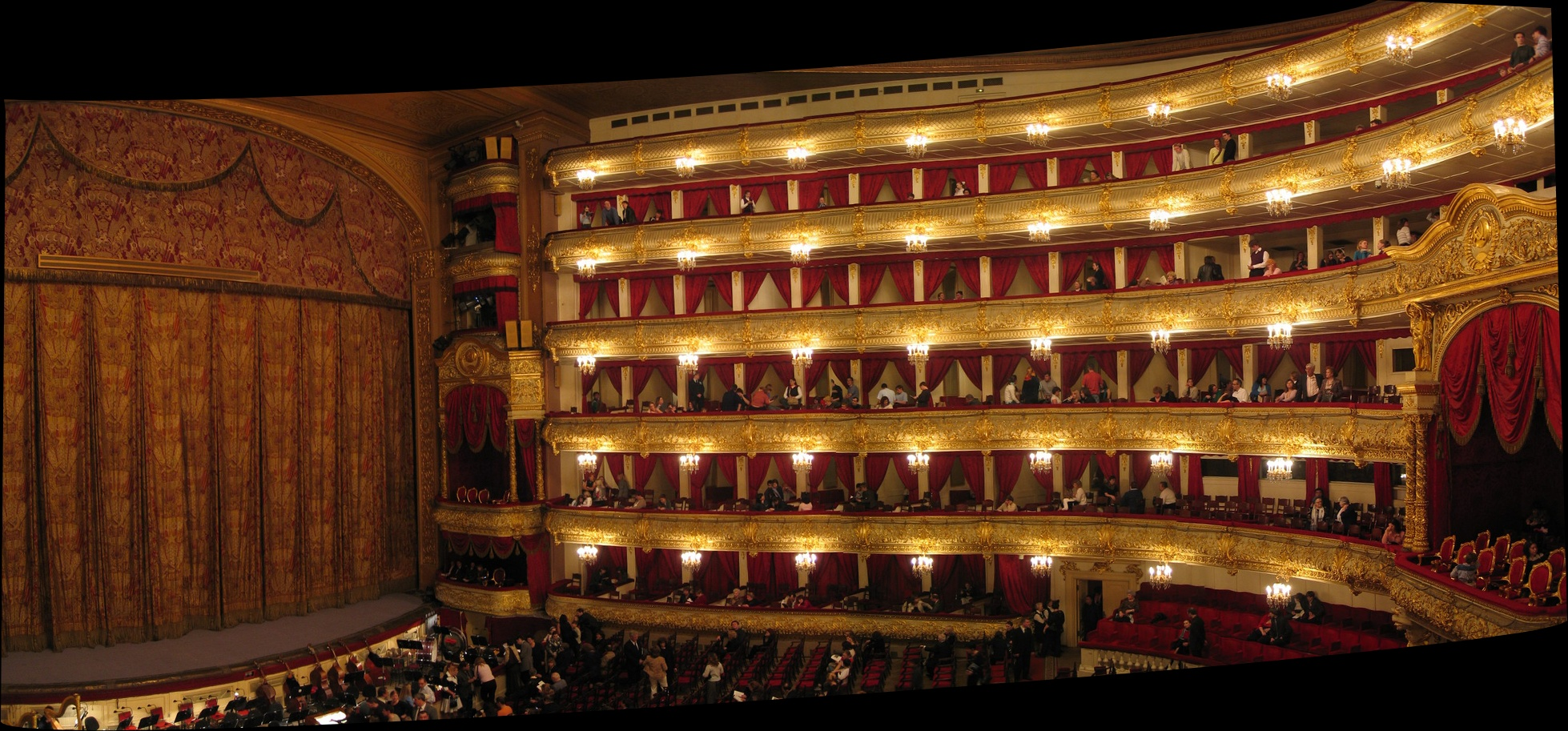
L'interno del teatro prima del restauro

Il teatro sorge nello stesso luogo dove sorgeva il teatro Petrovskij che era stato inaugurato nel 1780 e che fu incendiato nel 1805. Nel 1819 fu bandito un concorso per il progetto del nuovo teatro; la competizione fu vinta da Andrej Michajlov. Tuttavia il suo progetto fu ritenuto essere troppo costoso, di conseguenza il governatore di Mosca Dmitrij Vladimirovič Golicyn incaricò l'architetto Giuseppe Bove di modificarlo. I lavori del nuovo progetto cominciarono nel 1820 ed il nuovo Gran (Bol'šoj) Teatro Petrovskij fu inaugurato il 18 gennaio 1825 con il balletto Cendrillon di Fernando Sor.
Fino a circa il 1840 il teatro presentava unicamente opere russe. Nel 1853 un incendio causò gravi danni alla struttura, che fu riaperta nel 1856. L'interno fu realizzato su disegno dell'architetto italo-russo Alberto Cavos (1853-1856).
L'edificio storico del teatro è stato chiuso per restauri dal 2005 con l'obiettivo di riportare la struttura agli antichi splendori pre-comunisti. Durante l'epoca di Stalin infatti erano stati eliminati i lampadari, gli stucchi e tutto quanto potesse evocare il lusso del periodo zarista. Inoltre il teatro fu trasformato anche in sede di riunioni e congressi di partito con strutture che ne avevano compromesso l'acustica. La cerimonia di inaugurazione è avvenuta il 28 ottobre 2011.

## Omaggi
Il teatro, che è anche raffigurato sulla banconota da 100 rubli, viene nominato in numerosi film, tra cui Il concerto, Red Sparrow  e La ballerina del Bolshoi.

## Descrizione

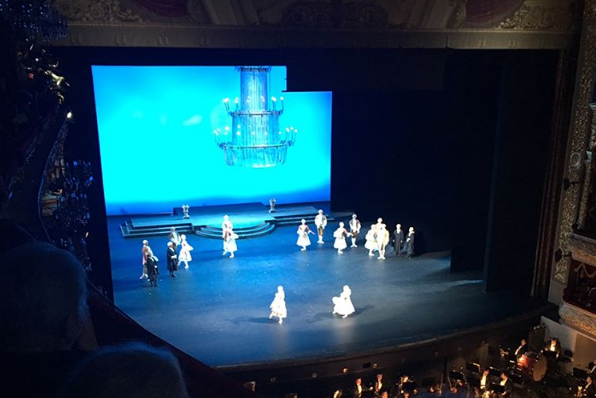
Il palcoscenico

### Architettura
Il Teatro Bol'šoj è situato nel centro di Mosca, non lontano dal Cremlino. L'edificio, in un severo stile neoclassico, è preceduto da un arioso pronao sorretto da un'unica fila di colonne con capitelli compositi. Sulla copertura a spioventi del pronao, si trova una scultura bronzea raffigurante una quadriga, opera dello scultore Peter Clodt von Jürgensburg. All'interno, si trova la grande sala, con cinque ordini di palchetti. Sopra l'ingresso, vi è il palco reale, con elaborata struttura lignea scolpita e dorata.

### Organo a canne
L'organo a canne del teatro è stato costruito nel 2012 dalla ditta organaria tedesca Glatter-Götz Orgelbau. Lo strumento, a trasmissione integralmente elettrica, ha due tastiere di 58 note ciascuna ed una pedaliera di 30. La sua disposizione fonica è la seguente:
| Prima tastiera - Hauptwerk |      |
| Gedackt                    | 16'  |
| Principal                  | 8'   |
| Flûte harmonique           | 8'   |
| Salicional                 | 8'   |
| Gedackt                    | 8'   |
| Oktave                     | 4'   |
| Spitzflöte                 | 4'   |
| Mixtur                     | IV-V |
| Kornet                     | V    |
| Trompete                   | 8'   |

| Seconda tastiera - Schwellwerk |        |
| Geigenprinzipal                | 8'     |
| Rohrflöte                      | 8'     |
| Gambe                          | 8'     |
| Voix coelestis                 | 8'     |
| Prinzipal                      | 4'     |
| Traversflöte                   | 4'     |
| Nasat                          | 2.2/3' |
| Oktave                         | 2'     |
| Terz                           | 1.3/5' |
| Mixture                        | III    |
| Englisch Horn                  | 8'     |
| Oboe                           | 8'     |

| Pedal         |     |
| Subbass       | 32' |
| Prinzipalbass | 16' |
| Subbass       | 16' |
| Oktavbass     | 8'  |
| Gedacktbass   | 8'  |
| Prinzipal     | 4'  |
| Posaune       | 16' |
| Trompete      | 8'  |

### Prime importanti
Il Bol'šoj è stato sede di molte anteprime storiche, tra cui:
- Il Voevoda e la Mazeppa di Čajkovskij
- Il 16 dicembre 1888 fu data una versione del Boris Godunov di Modest Musorgskij.
- Aleko e Francesca da Rimini di Rachmaninov.
- L'opera La fanciulla di Pskov di Nikolai Rimsky-Korsakov's , con Fëdor Šaljapin che cantava la parte di Ivan il Terribile
- L'opera Lady Macbeth del Distretto di Mcensk di Dmitrij Šostakovič nel 1935.

### Altri fatti di rilievo
- Il primo concerto sinfonico dell'Orchestra del Bol'šoj ebbe luogo al Teatro Bol'šoj il 4 maggio 1919, diretto da Sergej Kusevickij
- Leonid Sobinov, Antonina Neždanova, Ksenija Dzeržinskaja, Galina Višnevskaja e dozzine di altri eccezionali cantanti d'opera si sono esibiti al Bol'šoj.
- La proclamazione ufficiale che l'Unione Sovietica era stata istituita ufficialmente fu fatto dal palcoscenico del Bol'šoj.

## Direttori d'orchestra
- Samuil Samosud (1936–1942)
- Ari Pazovskij (1943–1948)
- Nikolaj Golovanov (1948 –1953)

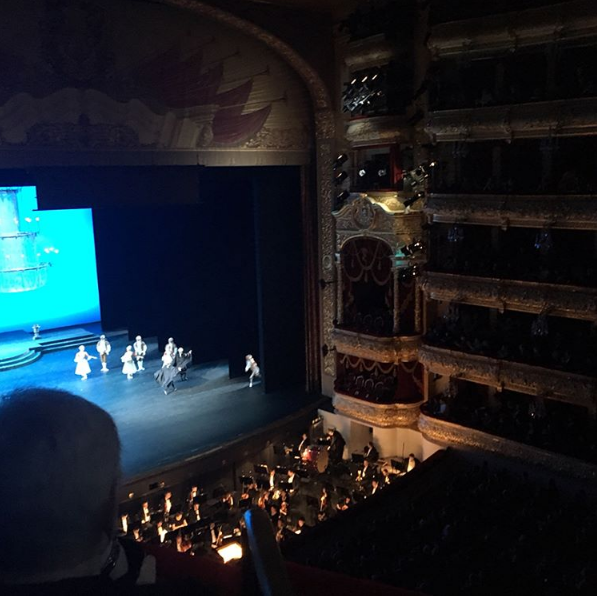
L'orchestra del Teatro Bolshoi, durante un'esibizione

- Aleksandr Melik-Pašaev (1953–1963)
- Evgenij Fëdorovič Svetlanov (1963–1965)
- Gennadij Nikolaevič Roždestvenskij (1965–1970)
- Jurij Simonov (1970–1985)
- Aleksandr Lazarev (1987–1995)
- Peter Feranec (1995–1998)
- Mark Ermler (1998–2000)
- Gennadij Roždestvenskij (2000–2001)
- Aleksandr Vedernikov (2001–2009)
- Leonid Desyatnikov (2009–2010)
- Vasilij Serafimovič Sinajskij (2010–2013)
- Tugan Sochiev (2014–2022)